# Hålmyrtjärnen (Norsjö socken, Västerbotten)
Hålmyrtjärnen är en sjö i Norsjö kommun i Västerbotten och ingår i Skellefteälvens huvudavrinningsområde. Sjön har en area på 0,0476 kvadratkilometer och ligger 251,9 meter över havet.

## Delavrinningsområde
Hålmyrtjärnen ingår i det delavrinningsområde (722749-168029) som SMHI kallar för Mynnar i Petikån. Medelhöjden är 271 meter över havet och ytan är 35,93 kvadratkilometer. Räknas de 3 avrinningsområdena uppströms in blir den ackumulerade arean 73,8 kvadratkilometer. Alträskån som avvattnar avrinningsområdet har biflödesordning 3, vilket innebär att vattnet flödar genom totalt 3 vattendrag innan det når havet efter 99 kilometer. Avrinningsområdet består mestadels av skog (59 procent) och sankmarker (32 procent). Avrinningsområdet har 0,29 kvadratkilometer vattenytor vilket ger det en sjöprocent på 0,8 procent.